# Далматов, Дмитрий Яковлевич
Дмитрий Яковлевич Далматов (Долматов) (ок. 1812 — 1876) — русский лесничий, автор работ о Беловежской пуще и зубре; гомеопат.

## Биография
Родился около 1812 года в семье стряпчего Саранского уездного земского суда титулярного советника Якова Максимовича Долматова.
С 1826 года на казённый счёт учился в петербургском Лесном институте, по окончании которого в августе 1830 года был определён в чертёжную часть Департамента Государственных имуществ с чином ХIV класса.
В 1832 году был назначен практикантом по лесной части в Пензенскую губернию; 7 ноября 1835 года переведён окружным лесничим в Семёновский уезд Нижегородской губернии. В 1841 году представил в Лесной департамент работу о лесах Семёновского уезда и проекте ведения в них правильного хозяйства (работа впрочем не была напечатана, а проект не получил никакой реализации). В январе 1841 года из-за реформ лесного управления его должность была ликвидирована, и ему предложили занять более низкий пост, из-за чего он ушел в отставку. Но уже в феврале 1842 года он был назначен исправляющим должность учёного лесничего Гродненской палаты Государственных имуществ. За отличие по службе в 1842 году был произведён в поручики, в 1843 г. — в штабс-капитаны, в 1845 году назначен губернским лесничим и получил чин подполковника.
С 1848 года был назначен Пермским губернским лесничим, в 1850 году произведён в полковники, но в 1852 г. из-за постоянных конфликтов с сослуживцами был переведен в Новгородскую губернию, а вскоре вовсе оставил службу в Лесном ведомстве. 
С 1854 года, в течение 22 лет служил управляющим почтовой конторой, сначала в Уфе, а затем — в Вятке; в сентябре 1871 года имел чин статского советника. В его доме, в Вятке, бывали: ссыльный книгоиздатель Флорентий Фёдорович Павленков, владелец книжного магазина Александр Александрович Красовский, ссыльный польский художник Эльвиро Андриолли, художники Виктор и Аполлинарий Васнецовы, многие вятские музыканты.
Был членом Вятского комитета православного миссионерского общества и Вятского местного управления общества попечения о раненых и больных воинах. В Вятке приобрёл известность бесплатного лекаря-гомеопата.
Умер в 1876 году, вскоре после гибели в Сербии старшего сына Николая — в январе того же года.
Был награждён орденами: Св. Анны 2-й ст., орден Св. Станислава 2-й ст. с императорской короной, Св. Владимира 4-й ст. за ХХХV лет беспорочной службы, а также знаками отличия за ХV и ХХ лет беспорочной службы и медалью в память войны 1853-56 гг.
Приобрел известность сочинением «Беловежская пуща и история зубра», за который был избран в действительные члены Русского географического общества и получил от Лондонского зоологического общества золотую медаль.
В конце 1840-х годов Далматов представил в Санкт-Петербург доклад (утерянный во второй половине XIX века), в котором описывал зубра и охоту на него. В 1861 году была издана книга «Охота в Беловежской пуще» — небольшим тиражом, не для продажи, а только для участников охоты, среди которых были Александр II, Великий герцог Саксен-Веймарский, Принц Карл Прусский, Принц Гессен-Кассельский и многие другие высокопоставленные особы. Историк русской охоты О. А. Егоров в очерке «Шедевр русской охотничьей литературы» писал, что автор этой книги, по сообщению Карцова: 

… по всей видимости, не охотник, и что исторический очерк о Пуще в этой книге взят последним из доклада, предоставленного в Министерство еще Далматовым. Опираясь на это замечание Карцова, видевшего не сохранившийся к настоящему времени в фонде Министерства Государственных Имуществ доклад Далматова, можно предположить, что не известный нам автор, по всей видимости чиновник Министерства, расширил обычный отчет об охоте для Министра, переработав и добавив к нему имевшийся в Министерстве материал по истории охоты в Пуще. Таким образом и родился текст книги— Далматов Д. Я. История зубра. Шедевр русской охотничьей литературы

## Семья
Женат был трижды. Всего у него было двенадцать детей: три сына и девять дочерей (одна из них умерла в детстве).
Первая жена — Екатерина Ивановна Зверева, дочь помещика Семёновского и Горбатовского уезда Нижегородской губернии, которая скончалась вскоре после рождения сына Николая (1841—1876) — погиб 8 января 1876 года под Краугевацом, в деле с турками, как сербский волонтёр. Дмитрий Яковлевич Далматов был внесён с сыном во II часть дворянской родословной книги Нижегородской губернии.
Вторая жена — Юлия Алексеевна Малтнянская (ок. 1832—1852), с которой он имел сына Константина (1850—?) и дочь Александру (1852—?), которая умерла рожая второго ребенка не дожив до своего 19-летия.
Третья жена — Варвара Петровна Николаева (1835—1903), воспитанница Московского воспитательного дома; успешно сдав экзамены на звание домашней учительницы она "снискала уважение всего благородного общества" в Перми. Бракосочетание состоялось в Перми вскоре после того, как Долматов похоронил свою вторую жену — в том же 1852 г. Их дети: Мария (1853—1937), Надежда (1855—1930), Ольга (1856—?), Варвара (1858—1892), Елена (1865—?), Елизавета (1870—1942), Александр (1873—1937).
После смерти мужа, Варвара Петровна переехала с младшими детьми в город Петроков, где работала в женской гимназии: «в службе с 1 августа 1879 г., в должности — с 1 января 1886 г.»